# Vice Squad
Vice Squad és una banda anglesa de punk rock formada l'any 1979 a Bristol. El grup es va formar a partir de dues bandes punk locals, The Contingent i TV Brakes. La compositora i vocalista Rebecca «Beki Bondage» Bond en va ser membre fundadora, i encara que durant un temps la banda va tenir una vocalista diferent, ella va reformar-la el 1997. Des del 2008, el grup publica amb el seu propi segell discogràfic Last Rockers Records.

## Història
Vice Squad es va formar l'any 1979 a Bristol. La formació inicial de Beki Bondage (veu), Dave Bateman (guitarra), Mark Hambly (baix) i Shane Baldwin (bateria) va fer el seu primer concert a les Anson Rooms de la Universitat de Bristol el 12 d'abril de 1979. Els membres de la banda van participar en la creació del segell Riot City amb Simon Edwards, el qual es va convertir en una de les principals discogràfiques punk de l'època. El1981, el seu primer senzill, «Last Rockers», va tenir una bona recepció, venent més de 20.000 còpies i romanent quaranta setmanes a la UK Indie Chart, arribant al número 7. El següent, «Resurrection», va arribar al número 4 i la banda va emprendre una gira amb UK Subs. Els senzills van rebre l'atenció i el suport de John Peel de BBC Radio 1, i el grup va gravar dues sessions per al seu programa, el 1981 i el 1982.
El 1981, Vice Squad va signar amb la discogràfica EMI (a través de la seva filial Zonophone), reben severes crítiques de l'escena DIY punk. El seu primer àlbum, No Cause For Concern, va ser publicat a finals de 1981, arribant al número 32 a la UK Albums Chart. Un segon àlbum, Stand Strong Stand Proud, va aparèixer el 1982, i la banda es va embarcar en una gira pels Estats Units d'Amèrica (EUA) i el Canadà. En tornar, Bondage va anunciar que deixava la banda.
El grup va continuar, però, substituint Bondage per una nova cantant anomenada Lia que havia estat la cantant de la banda local Affairs of the Heart. La nova formació, que també va incloure el mànager del grup Mark «Sooty» Byrne com a segona guitarra, va signar amb Anagram Records i va gravar una sessió per al programa de ràdio de la BBC de David Jensen. Els èxits van continuar amb senzills com «Black Sheep» i «You'll Never Know», però les vendes van disminuir i es van separar el 1985.
Bondage va formar una nova alineació de Vice Squad el 1997, amb antics membres de The Bombshells. Vice Squad va tornar als EUA el 2009 en una gira de 18 concerts per la Costa Oest per a promocionar London Underground amb l'acompanyament de Lower Class Brats.

## Discografia

### Àlbums d'estudi
- Last Rockers (EP, 1980) Riot City
- No Cause for Concern (1981) Zonophone
- Stand Strong Stand Proud (1982)
- Shot Away (1985) Anagram
- Get a Life (1999) Rhythm Vicar
- Resurrection (1999) Rhythm Vicar
- Lo-Fi Life (2000) Sudden Death
- Rich and Famous (2003) EMI
- Defiant (2006) SOS
- Unreleased 2008 (2009) Last Rockers
- London Underground (2009) Last Rockers
- Punk Rock Radio (2011) Last Rockers
- Cardboard Country (2014) Last Rockers
- Battle of Britain (2020) Last Rockers